# 安德維爾

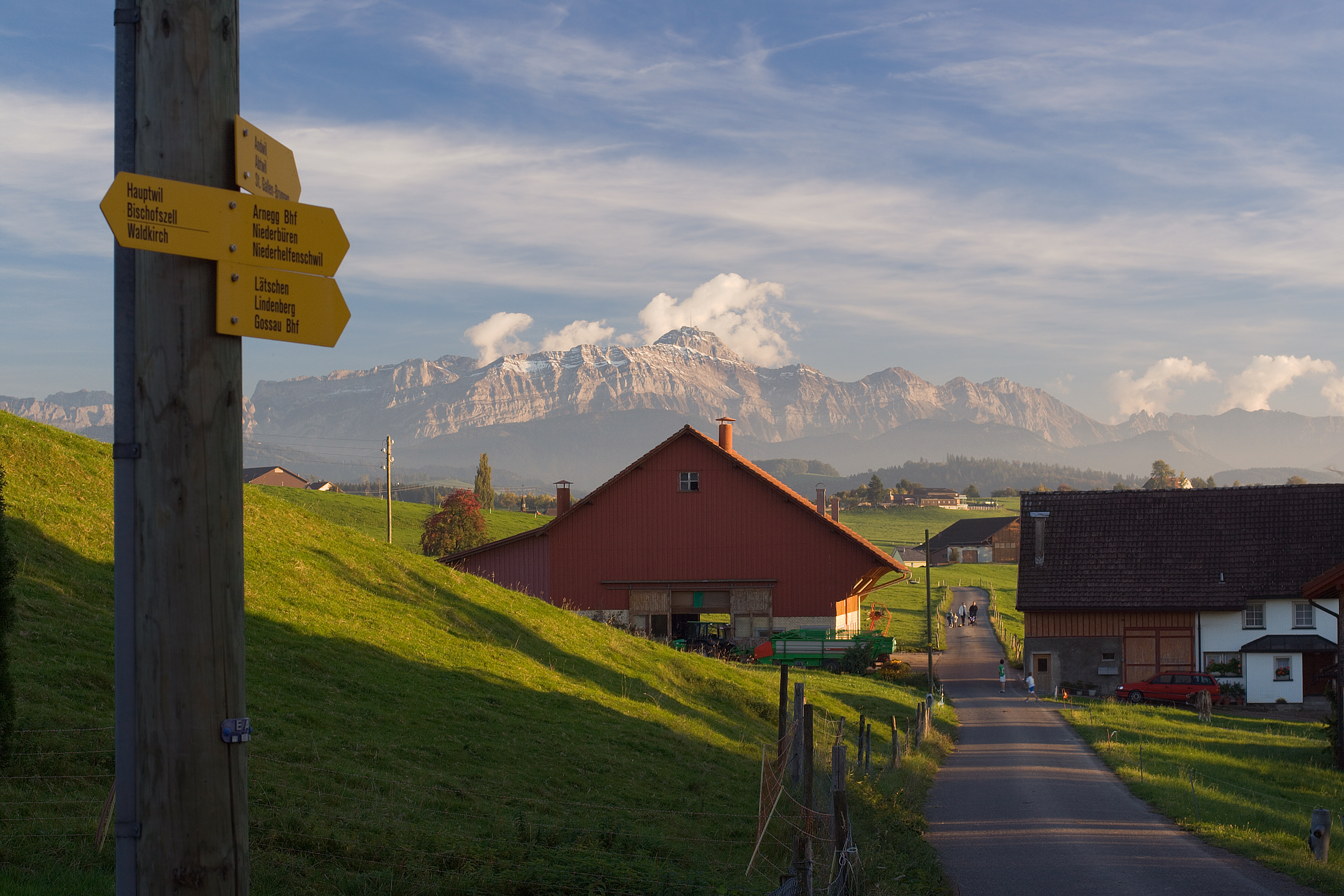

安德維爾是瑞士的城鎮，位於該國東北部，由聖加侖州負責管轄，面積6.29平方公里，海拔高度720米，2011年人口1,865，六成半人口信奉羅馬天主教，人口密度每平方公里297人。

## 外部連結
- Official website （页面存档备份，存于）